# سريشكة
سريشكة (بالكردية: Srêçka) قرية يزيدية تقع في شمال العراق في منطقة الشيخان وتتواجد بين مدينة الموصل ودهوك، يسكن القرية حوالي 15.000 شخص[بحاجة لمصدر]. القرى المجاورة لسريشكة دوغات ( القرى المسيحية تللسقف، باقوفا) وخوشابا. توجد في سريشكة ما يقارب سبعة مزارات (شيخ بادر، امادين، شيخه زاري، كافاني زارزا، خاتونا فخرا، شيخ نادار، وشيخ مسور ).
وتوجد 4 مدارس في القرية لكافة المراحل التعليمية من الابتدائية إلى المتوسطة والثانوية.